# Austroteneriffia hirsti
Austroteneriffia hirsti (лат.) — вид хищных тромбидиформных клещей семейства Teneriffiidae из подотряда Prostigmata. Австралия.

## Описание
Микроскопического размера клещи (размеры менее 1 мм). Число коксальных щетинок на тазиках чётырёх парах ног следующее (начиная с первой и по чётвёртую пары): 4-3-4-3. Гребни развиты только на коготках лапок первой и второй пар ног (на третьей и четвёртой парах ног они неясные). Спинной щит на идиосоме отсутствует. Хищники. Вид Austroteneriffia hirsti был впервые описан в 1935 году австралийским зоологом Гербертом Уомерсли (Herbert Womersley; 1889—1962) в составе рода Austroteneriffia Womersley, 1935.